# Nepenthes papuana
Nepenthes papuana es una especie  planta carnívora perteneciente al  género Nepenthes. Se desarrolla en la isla de Nueva Guinea (antes Papúa), en donde es endémica, y es planta de terrenos de desarrollo en alturas bajas o intermedias.